# Бивер-йоркширский терьер
Бивер-терьер (нем. biewer terrier) — порода собак, выведенная в Германии.

## История
В середине 1980-х годов в семье немецких заводчиков йоркширских терьеров с 20-летним опытом работы, Вернера и Гертруды Бивер, родились щенки йорка с белыми пятнами.
В марте 1988 года собаки были представлены Вернером Бивером в шоу-ринге в Висбадене и были названы чёрно-белыми йорками. Существует легенда, согласно которой однажды во время ужина муж немецкой певицы Марго Эскенс преподнёс своей жене на блюде, в качестве подарка, щенка биверa. Этот факт является историческим для породы: к названию породы была добавлена фраза «a la Pom Pon», что в переводе с французского языка означает «клубок пряжи».
В 1989 году порода была зарегистрирована у себя на родине в клубе A.C.H.-L.e.V. и подписан первый стандарт создателем породы Вернером Бивером. Стандарт породы был окончательно принят Гертрудой Бивер в 2007 году. В 2024 году Немецкий кеннел-клуб (VDH) признал бивер-терьера национальной породой.

## Внешний вид

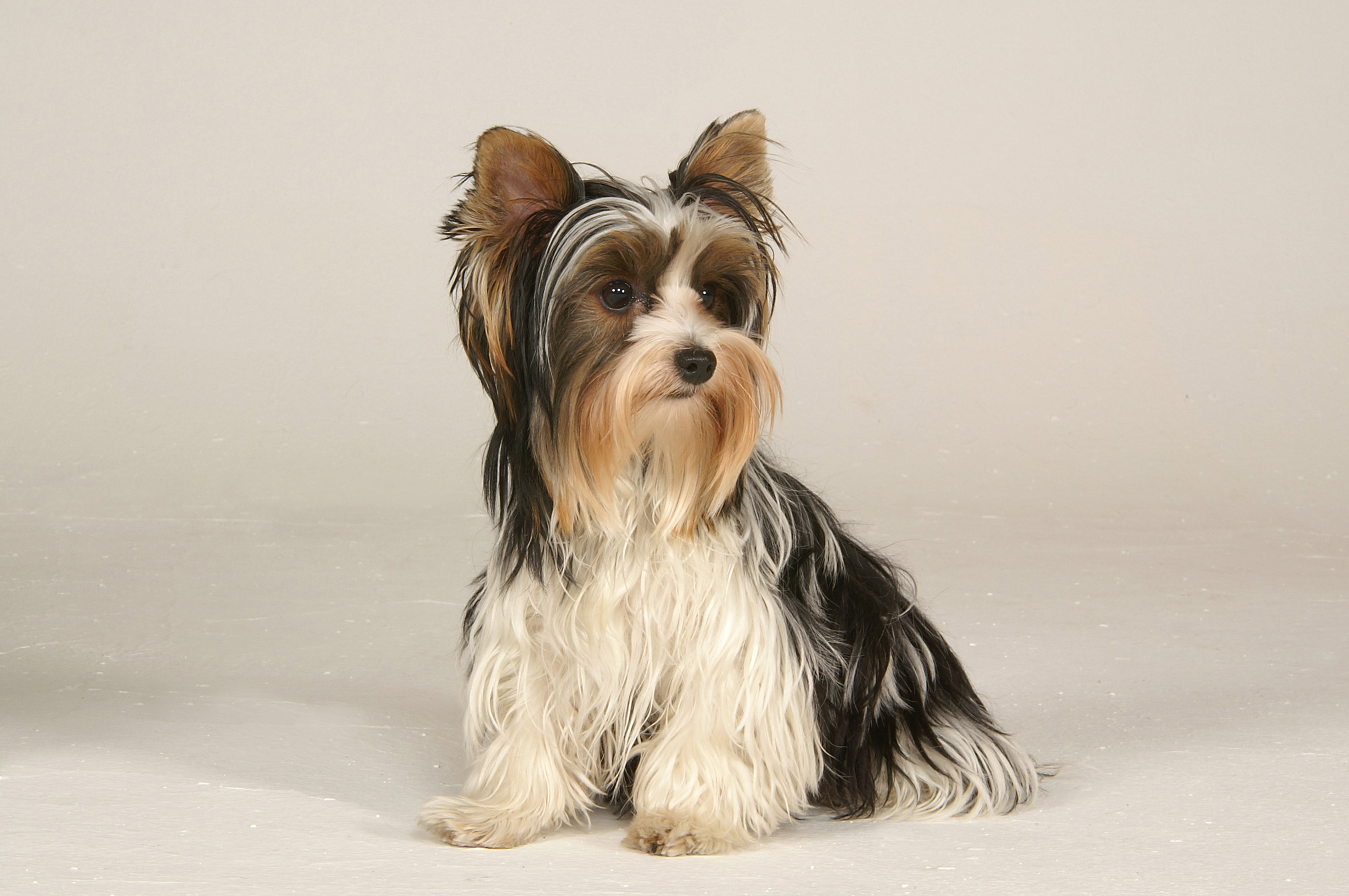
Бивер-йорк

Маленькая собака с длинной прямой шерстью, ниспадающей по бокам туловища и образующей пробор вдоль всей линии верха от головы до основания хвоста. На голове допустимы следующие варианты окраса: белый — голубой — золотой или белый — чёрный — золотой, в хорошей симметрии. Белый цвет на груди распространяется на шею и подбородок. При осмотре спереди белый цвет на морде не является обязательным. Морда может быть тёмной, но обязательно в контрасте с голубым подпалом. Допустимы следующие варианты окраса корпуса: чёрный — белый или голубой — белый по всей протяжённости; полностью чёрный или голубой с белым «жабо», без вкрапления золотого цвета по корпусу. Передние и задние конечности, а также живот и грудь белые. На лбу имеется «челка», которую надо повязывать лентой.
Высота в холке — 17,8—27,9 см, вес — 1,8—3,6 кг.